# Hàng không năm 1949
Đây là danh sách các sự kiện hàng không nổi bật xảy ra trong năm 1949:

## Các sự kiện
- Aerolíneas Argentinas thành lập.
- Không quân Hoàng gia Jordan khi Không quân Liên Minh Arab hình thành.
- Không quân Hàn Quốc hình thành
- Không quân Liban thành lập

### Tháng 1
- 7 tháng 1 - Phi đội số 208 RAF mất 4 chiếc Supermarine Spitfire và một chiếc Hawker Tempest bởi các máy bay chiến đấu của Không quân Israel.

### Tháng 2
- 26 tháng 2-2 tháng 2 - chiếc B-50 Superfortress Lucky Lady II thuộc Nhóm oanh tạc số 43, hoàn thành chuyến bay đầu tiên không dừng vòng quanh thế giới, xuất và quay trở lại Căn cứ không quân Davis-Monthan, Tucson, Arizona. Quãng đường bay dài 23.452 dặm(37.742 km) bay trong 94 giờ 1 phút.

### Tháng 4
- 4 tháng 4 - Khối NATO được thành lập
- 20 tháng 4-21 - một chiếc Short Sunderland chở các nhân viên và dụng cụ y tế đến tàu HMS Amethyst, dưới vỏ bọc là quân đội Cộng sản Trung Quốc trên sông Dương Tử.

### Tháng 5
- Thủy quân lục chiến Hoa Kỳ thực hành các bài tập triển khai đồi hình bằng trực thăng lần đầu tiên, trong một chiến dịch mang tên Exercise Packard III.
- 4 tháng 5 - đội nhào lộn trên không Blue Devils của Canada được thành lập.
- 11 tháng 5 - Phi đội số 28 RAF bay từ Malaya đến Hồng Kông để tăng cường sức phòng thủ của hòn đảo chống lại Quân giải phóng ở Lục địa.
- 19 tháng 5 - một chiếc JRM Mars lập một kỷ lục mang nhiều người trên một chiếc máy bay nhất thế giới, số người nó mang được là 308 người.
- 21 tháng 5 - một chiếc Sikorsky S-52 lập một kỷ lục độ cao dành cho trực thăng, đạt 21.200 ft (6.468 m).

### Tháng 7
- 25 tháng 7 - Trung úy chỉ huy phó Bob Kipp của đội nhào lộn trên không Blue Devils của Canada chết trong một tai nạn huấn luyện.

### Tháng 8
- 9 tháng 8 - Đại úy Hải quân Hoa Kỳ J. L. Fruin mất điều khiển trên chiếc F2H-1 Banshee và buộc phải thoát khỏi máy bay bằng ghế phóng, trở thành phi công Mỹ đầu tiên sử dụng ghế phóng để thực hiện thao tác thoát hiểm khẩn cấp.
- 23 tháng 8 - BOAC bắt đầu các chuyến bay đến vùng Viễn Đông.

### Tháng 9
- 9 tháng 9 – một chiếc DC-3 của hãng hàng không Canadian Pacific Airlines đã bị nổ tung trong khi đang bay từ Thành phố Québec đến Baie-Comeau, vụ nổ được xác định là do một quả bom, nó đã giết chế 23 người trên máy bay. Xem Albert Guay.
- 30 tháng 9 - Cầu hàng không Berlin chính thức kết thúc hoạt động, với 2.362 tấn hàng hóa và nhu yếu phẩm được vận chuyển vào thành phố Berlin. Chuyến bay cuối cùng kết thúc vào tuần sau đó.

### Tháng 10
- 27 tháng 10 – một chiếc Lockheed Constellation của hãng Air France gặp tai nạn ở Açores – 48 người chết trong đó có ngôi sao đấm bốc người Pháp Marcel Cerdan và tay vĩ cầm trẻ tuổi, Ginette Neveu.

### Tháng 11
- 1 tháng 11 – tai nạn trên chuyến bay mang số hiệu Eastern Air Lines Flight 537, một chiếc Douglas C-54B-10-DO, trên đường bay từ Boston, Massachusetts đến Washington, D.C. đã va chạm với một chiếc máy bay chiến đấu P-38 khi đang đến gần Sân bay quốc gia. Cả hai máy bay đều nổ tung, giết chết 55 người trên chiếc Douglas. Phi công của chiếc P-38, Eric Rios Bridaux, may mắn sống sót. Bridaux là một phi công của Không quân Bolivia. Trong số những người thiệt mạng còn có nghị sĩ George J. Bates và cực nghị sĩ Michael J. Kennedy.
- 18 tháng 11 - một chiếc Douglas C-74 Loadmaster chở 103 hành khách và phi hành đoàn bay qua Bắc Đại Tây Dương, đây là số lượng lớn người được chở trên một chiếc máy bay.
- 29 tháng 11 - tai nạn trên chuyến  bay mang số hiệu American Airlines Flight 157, một chiếc Douglas DC-6 trên đường bay từ Thành phố New York đến Thành phố Mexico, trệch hướng khỏi đường băng và đâm vào một tòa nhà sau khi động cơ mất điều khiển khi đang đến gần sân bay Dallas Love Field. 26 hành khách và 2 người trong phi hành đoàn thiệt mạng.

### Tháng 12
- 8 tháng 12 - Sân bây quân sự Muroc được đổi tên thành Căn cứ không quân Edwards mang tên phi công thử nghiệm nổi tiếng Glen Edwards

## Chuyến bay đầu tiên
Tháng 1
- 23 tháng 1 - Dassault Ouragan

Tháng 3
- 9 tháng 3 - Avro Shackleton mẫu thử nghiệm VW126

Tháng 4
- 14 tháng 4 - Aero Ae 50
- 14 tháng 4 - Helio Courier
- 21 tháng 4 - Leduc 0.10

Tháng 5
- 13 tháng 5 - English Electric Canberra mẫu thử nghiệm VN799

Tháng 6
- 4 tháng 6 - Lockheed XF-90
- 20 tháng 6 - Blackburn Beverley

Tháng 7
- 17 tháng 7 - Vickers Varsity
- 27 tháng 7 - De Havilland Comet

Tháng 9
- 2 tháng 9 - De Havilland Venom
- 4 tháng 9 - Avro 707 VX784
- 4 tháng 9 - Bristol Brabazon
- 19 tháng 9 - Fairey Gannet mẫu thử nghiệm VR546
- 24 tháng 9 - North American XT-28

Tháng 11
- 7 tháng 11 - Sikorsky S-55
- 27 tháng 11 - C-124 Globemaster II

## Bắt đầu hoạt động
Tháng 4
- 1 tháng 4 - Boeing Stratocruiser trong hãng hàng không Pan Am

Tháng 5
- F9F Panther trong phi đội VF-51 Hải quân Hoa Kỳ